# Isabelle Despres
Isabelle Despres, née le 8 août 1973, est une kayakiste française de slalom.

## Carrière
Aux Championnats du monde de slalom 1995 à Nottingham, elle remporte la médaille d'or en K-1[Quoi ?] par équipe avec Anne Boixel et Myriam Jérusalmi.